# Roland Dähler

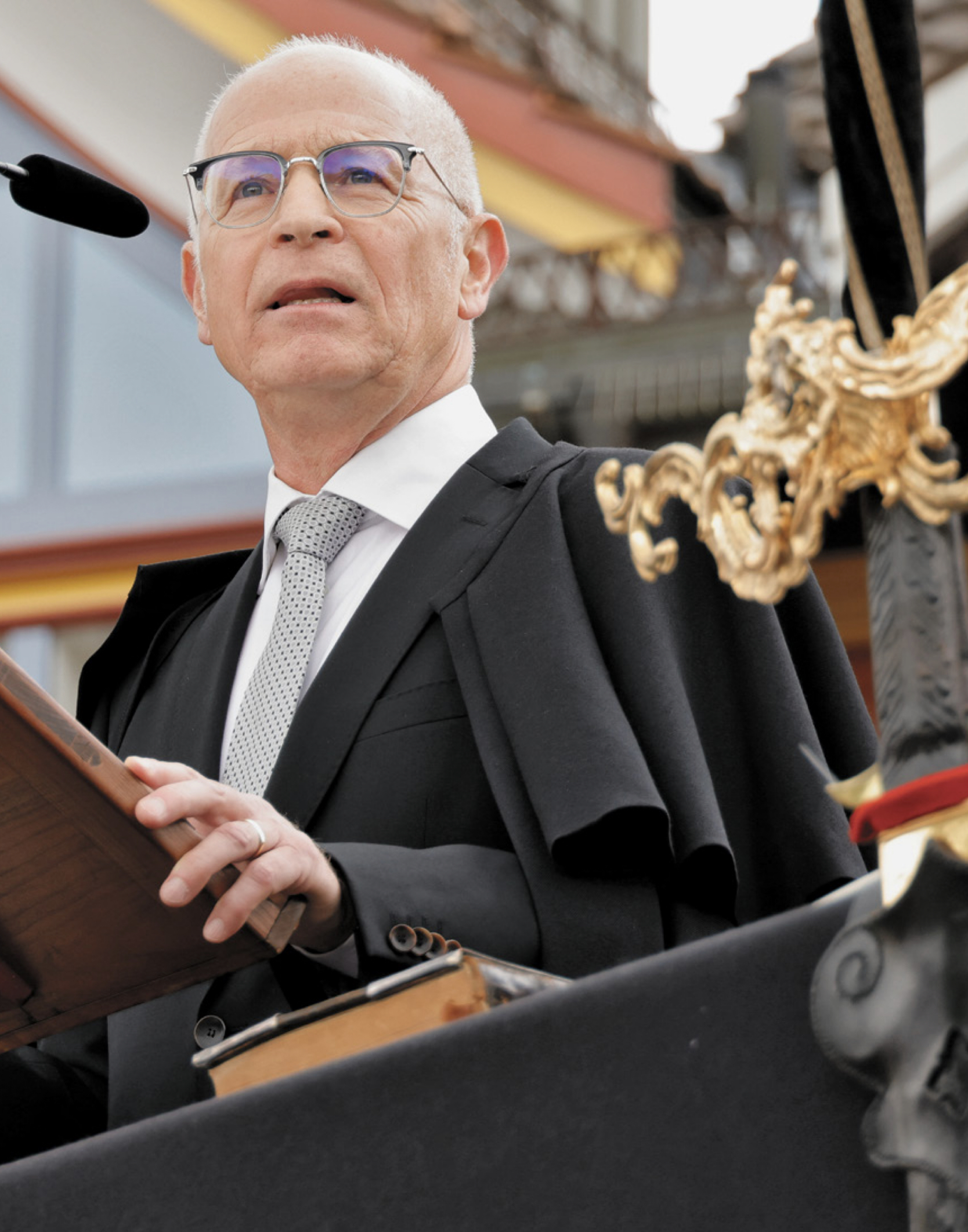
Roland Dähler

Roland Dähler (* 31. Mai 1961) ist ein Schweizer Politiker und wohnt in Appenzell. Er ist parteilos.

## Leben
Roland Dähler wuchs zusammen mit drei Geschwistern in Appenzell auf. Nach seiner Ausbildung zum Elektroniker und verschiedenen Weiterbildungen in den Bereichen Unternehmensführung, Marketing und Informatik übernahm er am 1. Oktober 1990 die Optimatik AG. Das Unternehmen ist Anbieter von Softwarelösungen für Energieversorgungs-Unternehmen und beschäftigt ca. 40 Mitarbeitende an den beiden Standorten in Teufen und Yverdon-les-Bains.
Die politische Laufbahn von Roland Dähler begann 1995 als Mitglied und ab 1999 als Präsident der Feuerschaugemeinde Appenzell (Ort). Von 1996 bis 2003 gehörte er dem Grossen Rat von Appenzell Innerrhoden an, in dem er zuerst in der Kommission für Soziales, Gesundheit, Erziehung, Bildung und später in der Staatswirtschaftlichen Kommission mitarbeitete. Von 2010 bis 2018 war er Mitglied des Bankrates der Appenzeller Kantonalbank. An der Landsgemeinde 2018 wurde er in das Kantonsgericht gewählt.
Am 28. April 2019 wählte ihn die Landsgemeinde in Appenzell zum Regierungsrat und Stillstehenden Landammann. Er ist Vorsteher des Volkswirtschaftsdepartements. An der Urnenabstimmung vom 9. Mai 2021, welche aufgrund der Corona-Pandemie anstelle der Landsgemeinde durchgeführt werden musste, und an der Landsgemeinde vom 24. April 2022 wurde Roland Dähler zum Regierenden Landammann (Regierungspräsidenten) gewählt. Turnusmässig erfolgte nach zwei Jahren als Regierender Landammann 2023 und 2024 die Wahl zum Stillstehenden Landammann und 2025 wieder zum Regierenden Landammann.
Dähler ist verheiratet, Vater von vier erwachsenen Kindern und wohnt in Appenzell.